# Scutellastra tucopiana
Scutellastra tucopiana is een slakkensoort uit de familie van de Patellidae. De wetenschappelijke naam van de soort is voor het eerst geldig gepubliceerd in 1925 door Powell.